# 무쌍 오로치 (비디오 게임)
《무쌍 오로치》는 코에이 발매의 액션 게임이다. 엑스박스 360 버전은 2007년 10월 11일 국내 발매되었고, PS2 버전은 2007년 3월 21일, Xbox 360 버전은 2007년 9월 13일, 플레이 스테이션 포터블 버전은 2008년 2월 21일, Windows 버전이 2008년 3월 20일 발매 2008년 4월 3일에 본 작품의 속편이되는 '무쌍 오로치 마왕 재림'은 2009년 3월 12일에 본 작품과 후속작'무쌍 OROCHI 마왕 재림'을 수록하여 새로운 요소를 추가한' 무쌍 OROCHI Z '가 플레이 스테이션 3로 발매되었다. 또한 2011년 9월 갑작스런 발표와 함께 2011년 12월 무쌍오로치2가 22일 일본, 27일 대한민국에서 발매되었다. 또한 2018년 9월 무쌍 오로치 3이 발매되었다.

## 개요
선계에서 마왕 오로치는 감옥에 수감돼 있다가 중국의『삼국 시대』와 일본의『전국 시대』세계로와 융합시켜 영웅들의 공투와 대립이 그려진다. 무쌍 시리즈의 스타 판인 것이다.
'진 삼국 무쌍 4'와 '전국 무쌍 2'의 캐릭터가 등장하지만 '전국 무쌍 2'에서 등장하지 않았던 이시카와고에몬, 이마가와 요시모토, 쿠노이치도 참전했다. 그러나 반대로 편집 무장이나 시바타사사키 '진 삼국 무쌍 2'에만 등장한 복희 여와는 등장하지 않는다. (복희 여와는 무쌍오로치 마왕재림에서 등장한다.)
2008년 2월 21일 PSP 버전이 출시되었다. PSP 버전은 지금까지의 PSP 판 무쌍 같은 지역별 전투가 아닌 PS2 버전과 마찬가지로 필드를 자유롭게 이동하면서 싸울 수 있고, 각 캐릭터에 적장 격파시 음성이 수록되어있다. 또한, PS2 버전의 버그도 일부 수정된다.
무쌍오로치2는 오로치와의 전쟁이끝난후를기점으로 새로운형태의 괴물 요사가 전국과 삼국의 무장들을 공격하고 살아남은 세영웅 마초,다케나카 한베에,사마소가 카쿠야의 도움으로 과거로돌아가 죽은무장들을 되살린다는 스토리이다. 진삼국무쌍6맹장전과 전국무쌍3Z를필두로 120인의무장을 플레이할 수 있다.
또한 시리즈가올라가면서삭제된무장들도 참전했으며콜라보 캐릭터로 닌자가이덴의 류 하야부사 등도 참전했다.북미판타이틀명은 'Warrior Orochi'이며 '무쌍오로치 마왕재림'이 'Warrior Orochi2'란 타이틀로 출시되었기 때문에 덧붙여서, 이 시리즈의 영어권 제목 이이후 숫자가 하나씩 어긋나서 발매되고 있다. (예:‘무쌍 오로치2’→ Warrior Orochi 3)
무쌍 오로치 3 악마뱀의 저주는 주인공은 조운, 소교, 태사자, 팬더, 주태, 능통, 마리 로즈, 카스미, 코쇼쇼 처음 캐릭터 시작된다. 진삼국무쌍7맹장전과 전국무쌍 4-2를 모두 많이 플레이 할 수 있다. 그런데 미요를 보고는 여포, 초선, 여령기, 히사히데, 가후, 왕이, 진궁, 가충, 곽회, 조인, 전위가합심해서 미요를 갈구고 결정체가 폭주한 후 결정체 파괴를 위해 활약해지고 조운, 소교, 카스미, 태사자, 마리 로즈, 호로, 네네, 오쿠니, 가라샤, 코쇼쇼가 미요 구해줬지만 조운군과 여포군이 싸우지 않지만 여포군과 오로치 쓰러뜨릴 수도 있다.

## 게임스토리모드
대본은 촉 외 위나라, 오나라 전국의 4 가지로 나뉘어 각각 조운, 조비, 손책, 오다 노부나가의 관점을 중심으로 이야기가 전개된다. 각각의 스토리가 주가되는 시나리오 외에 외전 스테이지가 있고 스테이지의 취소 또는 조건 성취에 새로운 스테이지에서 플레이와 새로운 캐릭터의 사용이 가능하다.
또한이 시나리오는 시간으로 모두 거의 동시에 진행이 되고 있으며, 몇몇 시나리오에서 무장의 행동이 다른 시나리오의 복선이 되고있는 경우도 많다.
무쌍오로치2는 플레이어가 어떤무장을 선택하느냐에 따라 스토리가 달라진다.
이에 따라 새로운스토리가 해금될 수도 있다.

## 평가
| 평론 점수 평론사 점수 PC PS2 PSP 엑스박스 360 디스트럭토이드 N/A N/A 8/10 [ 1 ] N/A 유로게이머 N/A N/A N/A 6/10 [ 2 ] 게임 인포머 N/A # 75/10 [ 3 ] N/A # 75/10 [ 3 ] 게임 레볼루션 N/A N/A N/A D− [ 4 ] 게임프로 N/A 수식 오류: 알 수 없는 " # " 구두점 문자입니다. 수식 오류: 알 수 없는 " # " 구두점 문자입니다. 수식 오류: 알 수 없는 " # " 구두점 문자입니다. 수식 오류: 알 수 없는 " # " 구두점 문자입니다. [ 5 ] N/A N/A 게임스팟 N/A 5/10 [ 6 ] 4/10 [ 7 ] 5/10 [ 6 ] 게임스파이 N/A N/A [ 8 ] N/A 게임트레일러스 N/A # 9/10 [ 9 ] N/A # 9/10 [ 9 ] 게임존 N/A N/A 7/10 [ 10 ] # 8/10 [ 11 ] IGN # 7/10 [ 12 ] 6/10 [ 13 ] # 5/10 [ 14 ] # 3/10 [ 15 ] OXM (US) N/A N/A N/A 6/10 [ 16 ] PC 게이머 (US) 41% [ 17 ] N/A N/A N/A 통합 점수 게임랭킹스 52% [ 18 ] # 59% [ 19 ] # 50% [ 20 ] # 92% [ 21 ] 메타크리틱 51/100 [ 22 ] 55/100 [ 23 ] 62/100 [ 24 ] 53/100 [ 25 ] |        | |        |              |
| 평론 점수 |        | |        |              |
| 평론사 | 점수   | 점수 | 점수   | 점수         |
| 평론사 | PC     | PS2 | PSP    | 엑스박스 360 |
| 디스트럭토이드 | N/A    | N/A | 8/10   | N/A          |
| 유로게이머 | N/A    | N/A | N/A    | 6/10         |
| 게임 인포머 | N/A    | # 75/10 | N/A    | # 75/10      |
| 게임 레볼루션 | N/A    | N/A | N/A    | D−           |
| 게임프로 | N/A    | 수식 오류: 알 수 없는 "#" 구두점 문자입니다.수식 오류: 알 수 없는 "#" 구두점 문자입니다.수식 오류: 알 수 없는 "#" 구두점 문자입니다.수식 오류: 알 수 없는 "#" 구두점 문자입니다. | N/A    | N/A          |
| 게임스팟 | N/A    | 5/10 | 4/10   | 5/10         |
| 게임스파이 | N/A    | N/A | [ 8 ]  | N/A          |
| 게임트레일러스 | N/A    | # 9/10 | N/A    | # 9/10       |
| 게임존 | N/A    | N/A | 7/10   | # 8/10       |
| IGN | # 7/10 | 6/10 | # 5/10 | # 3/10       |
| OXM (US) | N/A    | N/A | N/A    | 6/10         |
| PC 게이머 (US) | 41%    | N/A | N/A    | N/A          |
| 통합 점수 |        | |        |              |
| 게임랭킹스 | 52%    | # 59% | # 50%  | # 92%        |
| 메타크리틱 | 51/100 | 55/100 | 62/100 | 53/100       |